# Coscinida decemguttata
Coscinida decemguttata är en spindelart som beskrevs av Miller 1970. Coscinida decemguttata ingår i släktet Coscinida och familjen klotspindlar.
Artens utbredningsområde är Kongo. Inga underarter finns listade i Catalogue of Life.